# Teatre invisible
El teatre invisible és una forma de teatre representada en un context real fora de l'escenari, com el carrer o un centre comercial, sense que el públic identifiqui als actors com a tals.
Al contrari que en altres formes de teatre de carrer no se sol·licita cap propina ni pagament. Es reconeix generalment a Augusto Boal com la persona que el va desenvolupar originalment, com a part del seu Teatre de l'oprimit. Aquesta forma d'expressió teatral tracta de les opressions i qüestions socials i el va desenvolupar durant la seva estada en Argentina en els anys 1970.
El teatre invisible s'oferix a la gent que normalment no tindria l'oportunitat de contemplar obres de teatre, encara que en diverses ocasions no s'adonin que n'estan veient una. El teatre invisible pot portar-se a terme per a ajudar els actors a expressar-se públicament de forma similar al graffiti o a una manifestació política. De la mateixa forma pot atorgar als actors una excel·lent manera de posar-se en la pell dels seus personatges i veure com la gent reacciona davant ells i les seves accions.